# Petrovo, Stara Zagora
Petrovo (în bulgară Петрово) este un sat în comuna Stara Zagora, regiunea Stara Zagora,  Bulgaria. 

## Demografie
Componența etnică a satului Petrovo
     Bulgari (78,38%)
     Romi (1,15%)
     Nicio identificare (20,46%)
     Altele (0%)
La recensământul din 2011, populația satului Petrovo era de 347 locuitori. Din punct de vedere etnic, majoritatea locuitorilor (78,38%) erau bulgari, cu o minoritate de romi (1,15%). Pentru 20,46% din locuitori nu este cunoscută apartenența etnică.